# ناحیه فارمینگتون، شهرستان فولتن، ایلینوی
ناحیه فارمینگتون (به انگلیسی: Farmington Township) یک منطقهٔ مسکونی در ایالات متحده آمریکا است که در شهرستان فولتن، ایلینوی واقع شده‌است. ناحیه فارمینگتون ۲۳۲ متر بالاتر از سطح دریا واقع شده‌است.